# Altopiano del Viljuj
L'altopiano del Viljuj (russo Вилюйское плато, Viljujskoe Plato) è una vasta zona rilevata della Russia, che costituisce una parte dell'immenso Altopiano della Siberia centrale; si estende immediatamente a sud del Circolo polare artico, nei territori della Repubblica Autonoma della Sacha e del Kraj di Krasnojarsk. Non raggiunge quote elevate, culminando a 962 m nella sezione nordorientale.
L'altopiano prende il nome dal principale fiume che lo attraversa, affluente di sinistra della Lena; hanno le loro sorgenti nell'altopiano anche i suoi due affluenti Marcha e Morkoka e l'Olenëk, tributario diretto del mare di Laptev.
Il clima è rigidissimo, e ha provocato la formazione di strati di permafrost molto profondi; la vegetazione è quella della tundra o della taiga di conifere, che non è comunque rigogliosa ma piuttosto povera e stentata a causa dei suoli gelati.
Al clima è dovuta anche la pressoché nulla presenza umana nell'altopiano.